# Holma, Torsås kommun

Holma är en mindre by tre kilometer söder om Torsås i Torsås kommun.
Gårdarna, formerade i en klungby, ligger väl samlade på en höjd. Enligt litteraturen (Bo Alvemo 1990) härstammar ortnamnet Holma från Vikingatiden. Naturvärden på byns inägomark finns i form av rödlistade vedskalbaggar som tvåfläckig smalpraktbagge, ekoxe och bokoxe. På de grova ädellövträden växer lönnlav och guldlocksmossa. I lövskogskärren lever den hotade långbensgrodan. På byns utmarker finns något så ovanligt som ännu hävdade skogsbeten. I dessa svamprika marker finns ovanliga arter som blodsopp och rödbrun jordstjärna. I slutna våtmarker växer kalla och blåmossa.